# ☆☆I★N★G★進行形
☆☆I★N★G★進行形（アイ・エヌ・ジー・しんこうけい）とは、2001年7月20日から9月2日まで東京・台場のフジテレビ本社屋で開催されるイベント「お台場どっと混む！〜o-daiba・com〜」（現・お台場冒険王）のイメージソング「LOVE together」を歌うために結成されたジャニーズJr.内のユニット。イメージソングの作詞と総合プロデュースをKinKi Kidsの堂本光一が担当した。ユニットはイベントに先駆け、2001年4月7日からフジテレビ系で放送が開始された『ポンキッキーズ21』にも出演している。 

## メンバー
年齢は結成当時のもの
- 東新良和〈14〉[1]
- 藁谷亮太〈13〉[1]
- 服部将也〈13〉[1]
- 高井宙也〈16〉[1]
- ラファイ・エディ〈12〉[1]

## 楽曲
- LOVE together（作詞・プロデュース/堂本光一、作曲：馬飼野康二[1]） - 後にYa-Ya-yahが「LOVE together 2002」としてカバー。

## 出演
- ポンキッキーズ21（2001年4月7日 - 、フジテレビ）